# Державний кордон Нігеру

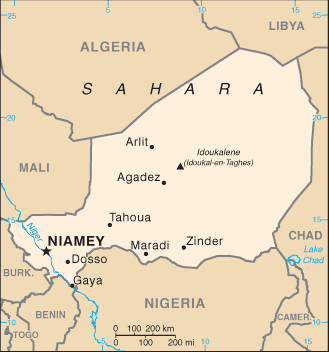
Карта Нігеру

Державний кордон Нігеру — державний кордон, лінія на поверхні Землі та вертикальна поверхня, що проходить по цій лінії, що визначають межі державного суверенітету Нігеру над власними територією, водами, природними ресурсами в них і повітряним простором над ними.

## Сухопутний кордон
Загальна довжина кордону — 5834 км. Нігер межує з 7 державами. Уся територія країни суцільна, тобто анклавів чи ексклавів не існує.
Ділянки державного кордону
| Держава      | Ділянка         | Довжина (км) | Прикордонні регіони | Примітки |
| ------------ | --------------- | ------------ | ------------------- | -------- |
| Алжир        | північний захід | 951          |                     |          |
| Бенін        | південний захід | 277          |                     |          |
| Буркіна-Фасо | південний захід | 622          |                     |          |
| Чад          | схід            | 1196         |                     |          |
| Лівія        | північний схід  | 342          |                     |          |
| Малі         | захід           | 838          |                     |          |
| Нігерія      | південь         | 1608         |                     |          |

Країна не має виходу до вод Світового океану.